# Siège de Lavaur (1211)
 (avril 2009).
Pour les articles homonymes, voir Siège de Lavaur.
Croisade des albigeois
Batailles
Chronologie de la croisade des albigeois
- Béziers
- Carcassonne

- Minerve
- Termes
- Lavaur
- Montgey
- 1er Toulouse
- Castelnaudary
- Muret

- Beaucaire
- 2e Toulouse
- Marmande
- Baziège
- 3e Toulouse

- Avignon
- Montségur

Le siège de Lavaur est une opération militaire de Simon de Montfort au cours de ses campagnes visant à conquérir le comté de Toulouse, lors de la croisade des Albigeois.

## Les raisons du siège
Lavaur est une ancienne cité ayant appartenu aux Trencavel. En 1181, le pape Alexandre III avait chargé Henri de Marsiac, abbé de Clairvaux et cardinal d’Albano de combattre le catharisme avec le soutien du comte Raymond V de Toulouse. La cité de Lavaur, déjà connue comme un repaire de cathares, avait été assiégée et Adélaïde, femme de Roger II Trencavel, avait fini par leur ouvrir les portes et leur livrer deux évêques cathares qui s’y étaient réfugiés. Ces deux derniers avaient abjuré, et le cardinal d’Albano était reparti satisfait, sans se douter que l’hérésie allait reprendre de plus belle. Par la suite, la ville était passée sous le contrôle des comtes de Toulouse, et elle est tenue en 1211 par une veuve, Guiraude de Laurac, appelée plus communément Dame Guiraude. La ville est également redevenue un centre cathare important.
De son côté, Simon de Montfort vient de parachever la conquête des vicomtés Trencavel, avec les prises de Minerve, Termes et Cabaret. Il peut alors songer à attaquer le comté de Toulouse. De plus, un des seigneurs occitans qui lui avait prêté hommage, Aymeri de Montréal, frère de Guiraude, renie son allégeance, se révolte et se réfugie à Lavaur.
Simon de Montfort dispose des forces de Pierre d'Auxerre, Robert de Courtenay, Pierre II de la Chapelle, évêque de Paris, et d'Enguerrand III, sire de Coucy, qui sont venus participer à la croisade.

## Le siège
Simon de Montfort atteint la ville avec son armée à la fin du mois de mars 1211, mais le faible effectif de son armée ne lui permet pas de l’encercler entièrement. Seul un côté est réellement attaqué. Guiraude de Laurac demande du secours à son suzerain, le comte Raymond VI de Toulouse, qui envoie Raymond de Ricaud, son sénéchal, avec quelques chevaliers et fantassins. Puis il bat le rappel de son armée, mais se met inexplicablement en attente des évènements, alors qu’il aurait pu vaincre sans peine Simon de Montfort s’il l’avait attaqué pendant le siège.
Son comportement peut être expliqué par le fait qu’il se rendait compte qu’il ne pouvait peut-être pas compter sur tous ses sujets. En effet, après les prêches de Folquet de Marselha, évêque de Toulouse, une confrérie s’était créée à Toulouse, la « confrérie blanche ». Cette confrérie envoie une armée de cinq mille hommes pour prêter main-forte à Simon de Montfort, qui peut ainsi compléter son siège. Une mauvaise nouvelle lui parvient peu après. Une armée de pèlerins allemands et frisons, qui venait le rejoindre, est attaquée par Raymond-Roger, comte de Foix, et Guiraud de Pépieux dans le village de Montgey et entièrement anéantie.
Pendant ce temps, Lavaur tient bon sous le pilonnage des pierrières et des mangonneaux, et dispose de vivres et d’eau en suffisance. Les habitants comptent sur une autre intervention du comte de Foix, mais ce dernier s’est replié dans son comté, n’ayant pas les moyens nécessaires pour attaquer le camp des croisés. Montfort fait construire une chatte pour atteindre les remparts et les saper. L’opération ne se fait pas sans difficultés ; les habitants creusent des contre-sapes. Finalement une brèche est pratiquée dans le rempart et permet aux soldats de Simon de Montfort de pénétrer dans la ville le 3 mai 1211. Submergés par le nombre, Aymeri de Montréal, Raymond de Ricaud et leurs soldats sont capturés.

## Conséquence
Comme la place est prise d’assaut, le sort des défenseurs et de la population est à la discrétion du vainqueur, en l’occurrence Simon de Montfort. De la garnison, il forme deux groupes : d’un côté Aymeri de Montréal et les chevaliers faydits, au nombre de quatre-vingts, de l’autre Raymond de Ricaud, les soldats envoyés de Toulouse et les soldats de Lavaur. Les premiers avaient dans le passé prêté allégeance à Simon de Montfort et avaient renié leur parole en rejoignant Lavaur et en la défendant contre Montfort. Pour ce dernier, c’est un acte de félonie qu’il ordonne de punir par la mort. Les défenseurs venus de Toulouse avaient seulement obéi à leur seigneur, le comte Raymond, et ne pouvaient être accusés de félonie : ils sont envoyés et incarcérés à Carcassonne comme prisonniers de guerre. Le cas de Dame Guiraude est différent : vassale de Raymond VI, elle aurait dû subir le sort de Raymond de Ricaud et de ses soldats, mais elle est considérée comme hérétique, livrée aux soldats, lynchée, jetée dans un puits et tuée à coups de pierres jetées dans celui-ci.
Ce siège ouvre la conquête du comté de Toulouse. La cruauté et la fermeté dont Simon de Montfort fait alors preuve va semer la terreur sur le comté et faciliter ses conquêtes. Le comte Raymond VI de Toulouse a montré sa trop grande prudence en n’attaquant pas le camp des croisés. D’une part il a déçu les seigneurs occitans, d’autre part il a manqué une occasion de porter un grave revers aux croisés.